# Frugiate
Vengono così chiamate le caldarroste in alcune zone dell'Appennino Tosco-Emiliano (Montagna Pistoiese, Valdinievole, Valle del Vincio di Montagnana, Montagnana Pistoiese frazione del Comune di Marliana, Pistoia).

## Etimologia
L'etimologia di questa parola è stata discussa a più riprese, ma non si è mai giunti a una conclusione pienamente convincente. Carlo Battisti e Giovanni Alessio nel Dizionario Etimologico Italiano, fanno risalire la parola dal fior. bruciate per incontro con frugare sinonimo di rimestare. È tuttavia vero che nell'Atlante Lessicale Toscano vengono registrate varianti fonetiche come fruciate e frogiate. L'ipotesi che frugiate possa essere a causa di una variazione fonetica interno alla stessa radice, è stata avanzata da Gabriella Giacomelli, la quale sostiene che frugiate si spieghi sulla base di «una alterazione dovuta a motivi onomatopeici».

## La frugiata nella storia e nel folklore locale

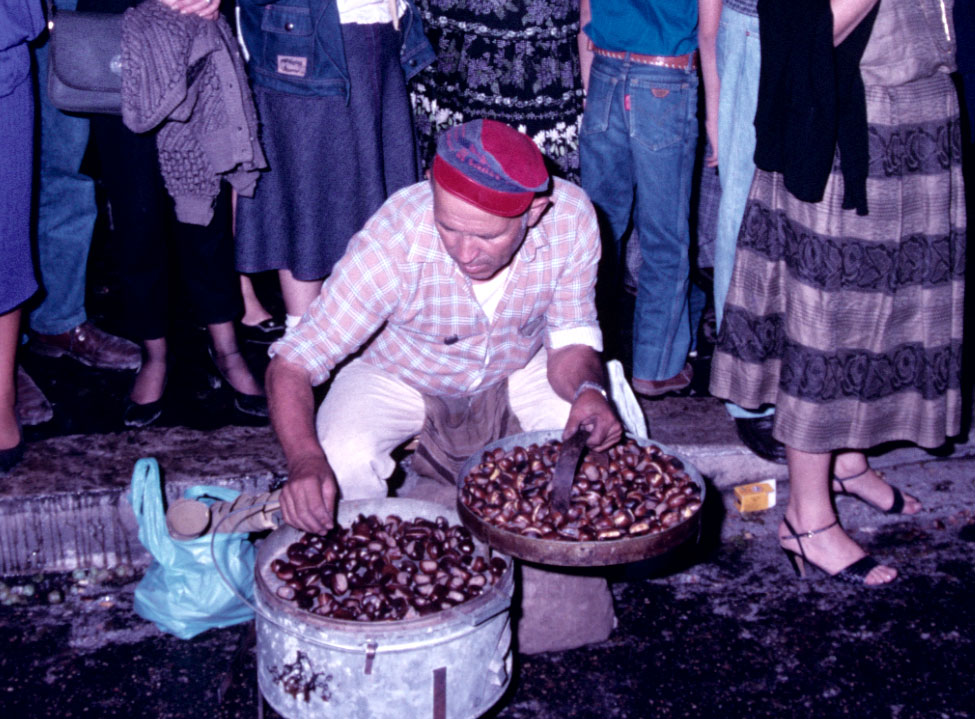
Frugiate

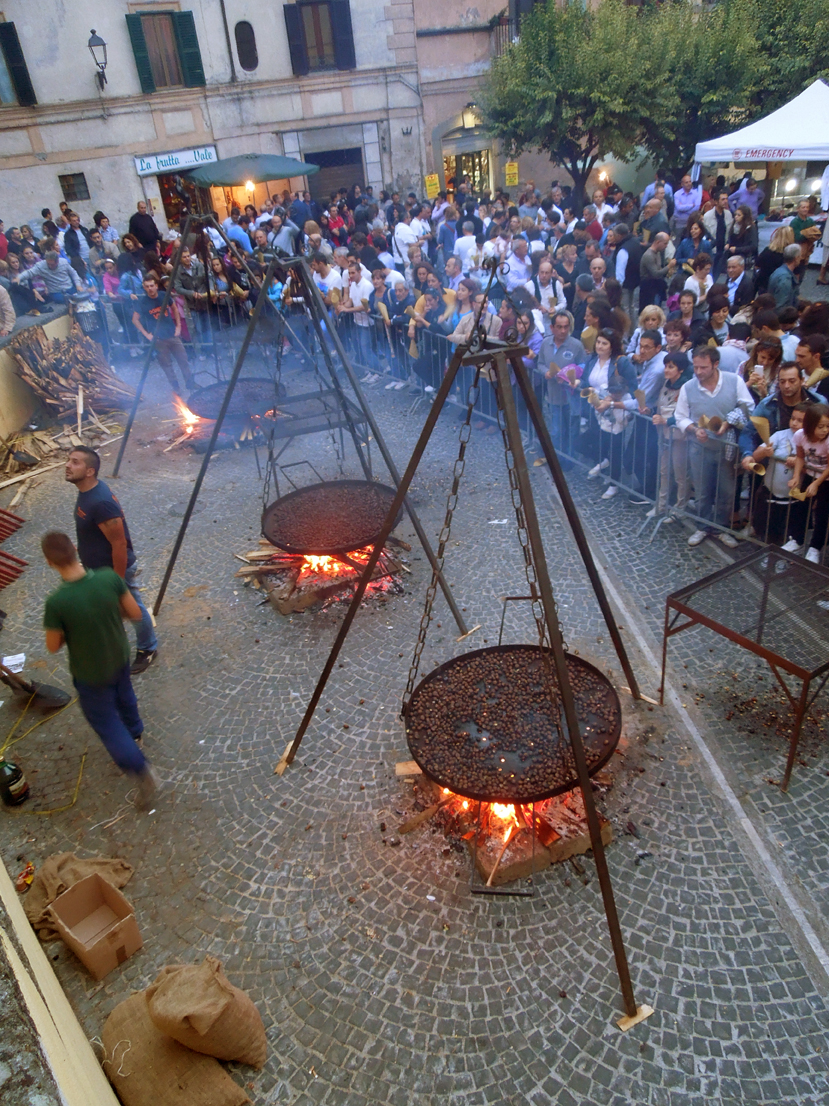
Preparazione delle frugiate durante una sagra paesana

Nelle zone dell'Appennino Pistoiese ove cresce il castagno, la castagna è stata storicamente un alimento primario che ha permesso alle popolazioni locali di sopravvivere alla fame.
In nome della frugiata è nota la Sagra della Frugiata che si tiene a Montagnana Pistoiese ogni seconda domenica di ottobre.

## Variazioni dialettali nelle zone limitrofe
- Bruciata - Provincia di Firenze e Siena
- Mondina - Garfagnana, Lucchesia
- Marroni - Modena
- Fruciate
- Frogiate